# 东海县 (郁洲)

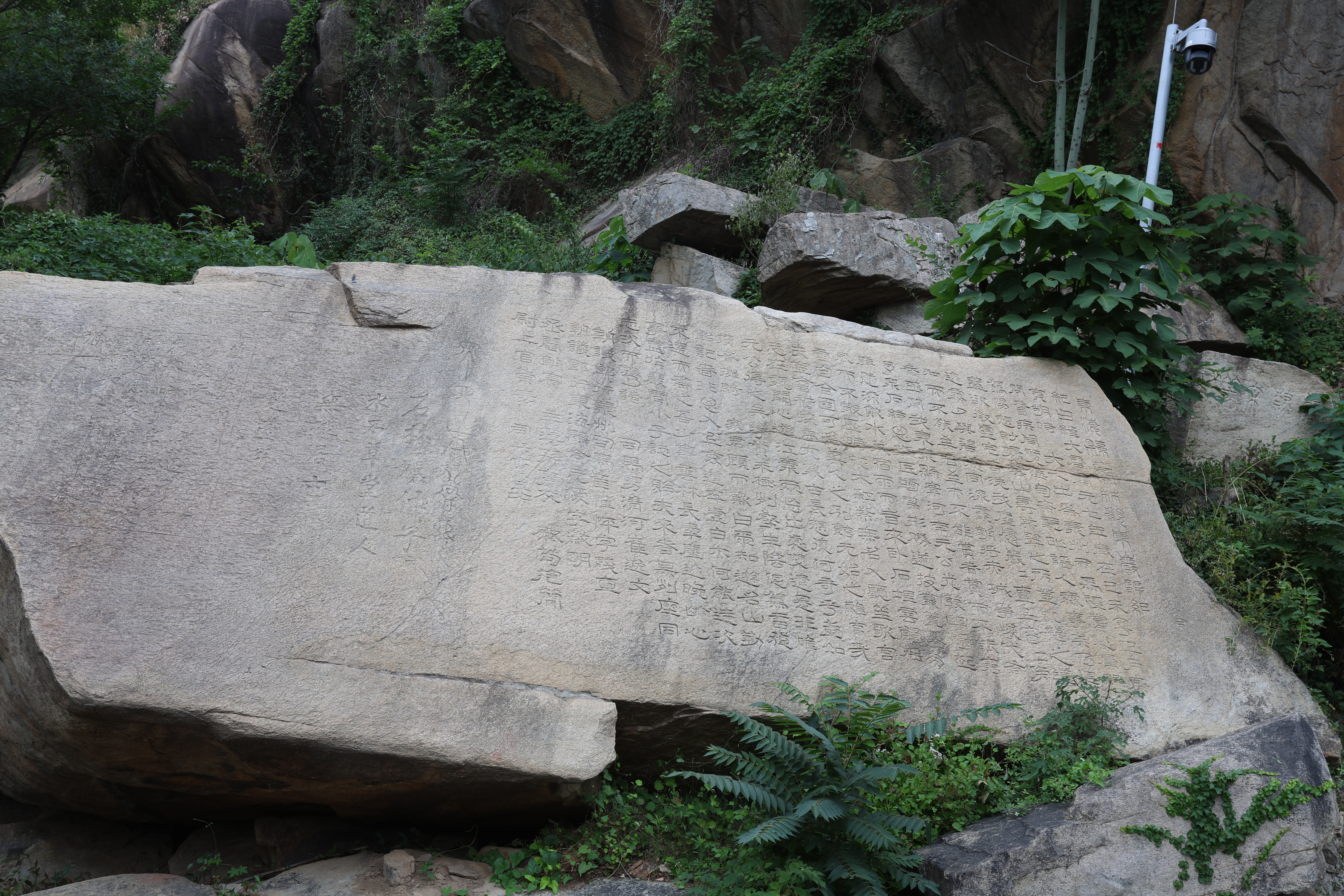
開元七年《東海縣鬰林觀東巖壁紀》，清河崔逸撰文。當時鬰洲尚未與陸地連接。

东海县，中国旧县名。东海外旧有岛屿，名为郁洲，隋炀帝二年（606）设置东海县，属东海郡。唐宋金仍之，属海州。元时废。清康熙五十年（1712）后，由于海沙淤积，郁洲与大陆连成一片，即今连云港市云台山。